# (4275) Bogustafson
(4275) Bogustafson est un astéroïde de la ceinture principale.

## Description
(4275) Bogustafson est un astéroïde de la ceinture principale. Il fut découvert le 1er mars 1981 à Siding Spring par Schelte J. Bus. Il présente une orbite caractérisée par un demi-grand axe de 2,66 UA, une excentricité de 0,18 et une inclinaison de 13,0° par rapport à l'écliptique.

## Compléments